# Noémi Girardet
Noémi Girardet (Lancy, 12 december 1994) is een Zwitsers voormalig zwemster.

## Carrière
Girardet maakte haar internationale debuut in 2014 op het Europees kampioenschap langebaan waar ze 22e werd op de 200m vrije slag en 36e op de 100m vrije slag. Met de Zwitserse ploeg nam ze deel in de 4x200m vrije slag waar ze de finale haalden maar 8e werden. In 2015 nam ze deel aan het WK langebaan waar ze enkel deelnam op de estafettenummers maar geraakte niet doorheen de reeksen. In 2016 nam ze deel met de Zwitserse ploeg aan de Olympische Spelen op de 4x100m vrije slag, ze werden 14e in de reeksen. Hetzelfde jaar nam ze nog deel aan het EK langebaan waar ze deelnam aan de 100m, 200m, 4x100m en de 4x200m vrije slag.
In 2017 nam ze deel aan de Universiade waar ze 29e werd op de 50m vrije slag, 21e op de 100m vrije slag, 18e op de 200m vrije slag, 23e op de 100m vlinderslag en 22e op de 200m wisselslag. In 2018 nam zij deel aan het EK langebaan waar ze niet voorbij de reeksen geraakte maar wel de finale in de 4x100m vrije slag waar ze 7e werd. In 2019 nam ze deel aan het WK langebaan als onderdeel van de 4x100m vrije slag, de Zwitserse ploeg werd 13e in de reeksen.
In 2021 nam zij deel aan het EK langebaan waar ze niet doorheen de reeksen geraakte en 10e werd met de 4x100m estafetteploeg. Na zich niet te hebben gekwalificeerd voor de Olympische Spelen stopte ze met competitief zwemmen.

## Internationale toernooien
| Jaar | Olympische Spelen                         | WK langebaan                                | WK kortebaan                              | EK langebaan                                                                       | EK kortebaan                              |
| ---- | ----------------------------------------- | ------------------------------------------- | ----------------------------------------- | ---------------------------------------------------------------------------------- | ----------------------------------------- |
| 2014 |                                           |                                             | geen deelname                             | 36e 100m vrije slag 22e 200m vrije slag 8e 4x200m vrije slag                       |                                           |
| 2015 |                                           | 15e 4x100m vrije slag 15e 4x200m vrije slag |                                           |                                                                                    | geen deelname                             |
| 2016 | 14e 4x100m vrije slag                     |                                             | geen deelname                             | 49e 100m vrije slag 20e 200m vrije slag 7e 4x100m vrije slag 10e 4x200m vrije slag |                                           |
| 2017 |                                           | geen deelname                               |                                           |                                                                                    | geen deelname                             |
| 2018 |                                           |                                             | geen deelname                             | 27e 100m vrije slag 21e 200m vrije slag 7e 4x100m vrije slag                       |                                           |
| 2019 |                                           | 13e 4x100m vrije slag                       |                                           |                                                                                    | geen deelname                             |
| 2020 | Geen toernooien vanwege de coronapandemie | Geen toernooien vanwege de coronapandemie   | Geen toernooien vanwege de coronapandemie | Geen toernooien vanwege de coronapandemie                                          | Geen toernooien vanwege de coronapandemie |
| 2021 | geen deelname                             |                                             | geen deelname                             | 46e 100m vrije slag 40e 200m vrije slag 10e 4x100m vrije slag                      | geen deelname                             |